# Назаркерей
Назаркерей (каз. Назаркерей) — озеро в Карабалыкском районе Костанайской области Казахстана. Находится в 6 км к юго-востоку от села Назаровка.
По данным топографической съёмки площадь поверхности озера составляет 2,16 км². Наибольшая длина озера — 1,8 км, наибольшая ширина — 1,5 км. Длина береговой линии составляет 5,3 км, развитие береговой линии — 1,01. Озеро расположено на высоте 216,2 м над уровнем моря.